# Vân Dương, Trùng Khánh
Vân Dương (chữ Hán giản thể:云阳县, Hán Việt: Vân Dương huyện) là một huyện thuộc thành phố trực thuộc trung ương Trùng Khánh, Cộng hòa Nhân dân Trung Hoa. Huyện này có diện tích 3649 km2, dân số năm 2006 là 1.320.000 người. Mã số bưu chính: Huyện này nằm ở đông của Trùng Khánh. Về mặt hành chính, huyện này được chia ra thành 2 nhai đạo, 22 trấn, 20 hương (thời điểm năm 2005)